# 강상초등학교
강상초등학교는 대한민국 경기도 양평군 강상면 신화리에 있는 공립 초등학교이다.

## 학교 연혁
- 1935년 11월 2일 강상공립보통학교 개교(설립인가 7월 6일)
- 1938년 4월 1일 강상공립심상소학교로 개정[1]
- 1941년 4월 1일 강상공립국민학교로 개정[2]
- 1981년 3월 10일 병설유치원(1학급) 개원
- 1996년 3월 1일 강상초등학교로 개명[3]
- 2014년 5월 13일 산책로 방부목 계단 설치 및 벚나무 식재
- 2014년 7월 29일 유치원 및 초등 놀이기구 설치
- 2017년 11월 2일 개교기념일 축제 개최(꿈마루발표회, 별별시장)
- 2018년 11월 2일 개교기념일 축제 및 양평 어울림한마당
- 2019년 9월 1일 제29대 고영준 교장 취임
- 2020년 1월 8일 제81회 졸업(계 75명, 총 4734명)
- 2020년 3월 1일 본교 18학급, 특수 1학급, 병설유치원 1학급 편성

## 참고 자료
- 강상초등학교 - 한국교육학술정보원 학교알리미